# Château-Thébaud

Château-Thébaud este o comună în departamentul Loire-Atlantique, Franța. În 2009 avea o populație de 2,831 de locuitori.